# 東京ビッグサイト駅
東京ビッグサイト駅（とうきょうビッグサイトえき）は、東京都江東区有明三丁目にある、東京臨海新交通臨海線（ゆりかもめ）の駅である。駅番号はU 11。

## 歴史
- 1995年（平成7年）11月1日 - 国際展示場正門駅（こくさいてんじじょうせいもんえき）として開業[1][2]。
- 2019年（平成31年）3月16日 - 駅名を東京ビッグサイト駅に改称[3]。

## 駅構造
島式ホーム1面2線の高架駅である。

### のりば
| 番線 | 路線       | 行先     |
| ---- | ---------- | -------- |
| 1    | ゆりかもめ | 豊洲方面 |
| 2    | ゆりかもめ | 新橋方面 |

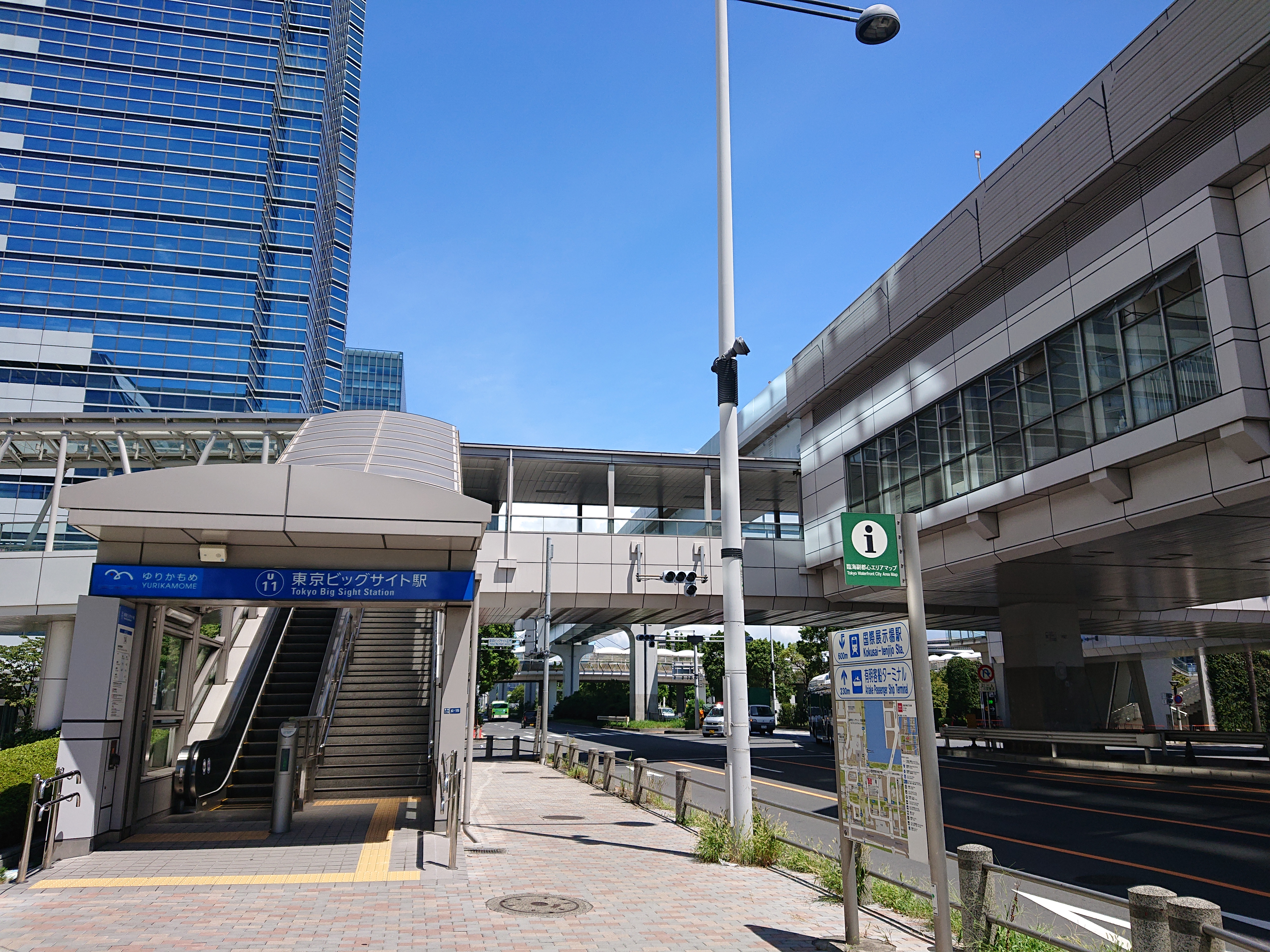
出入口
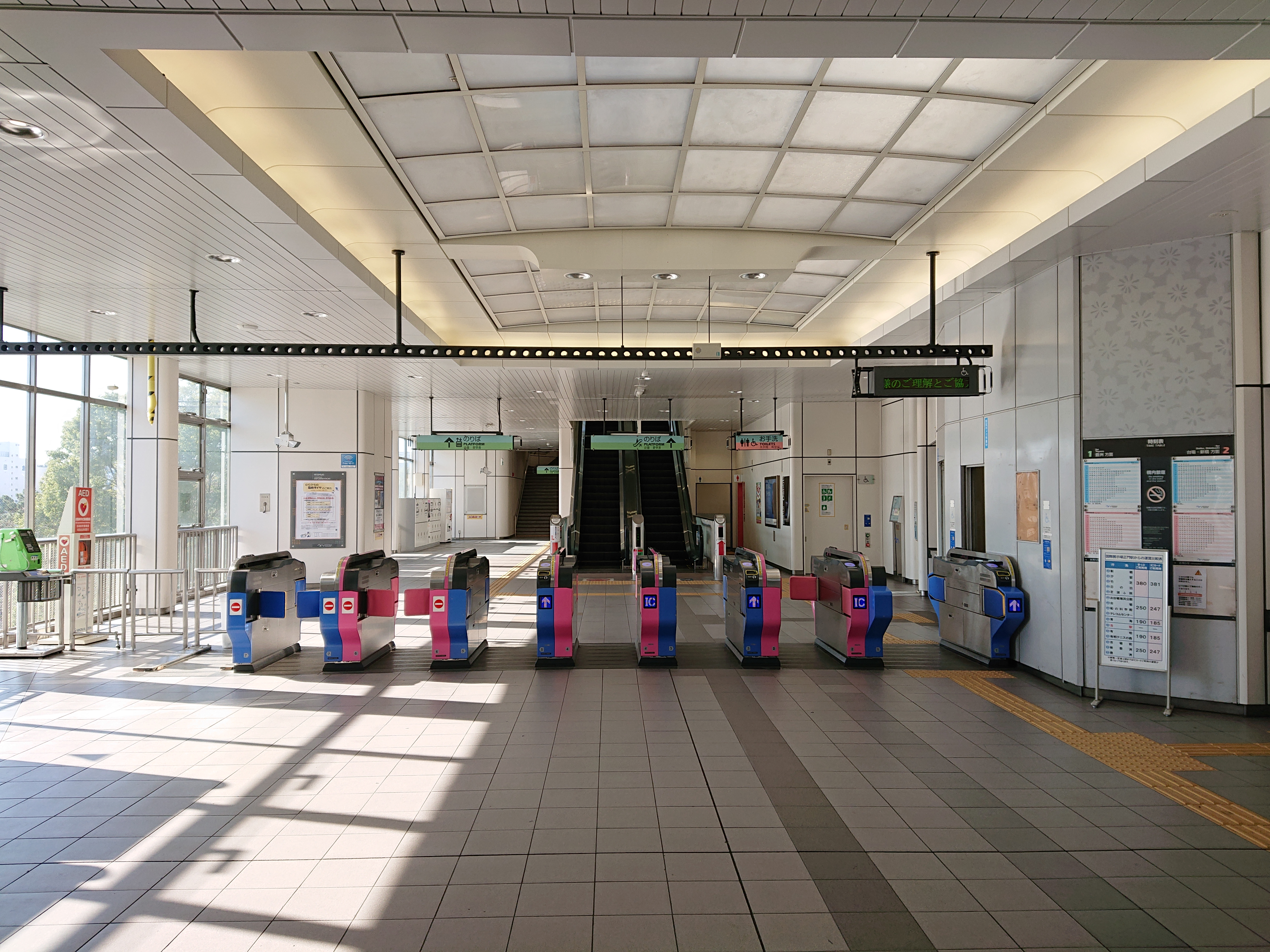
改札口
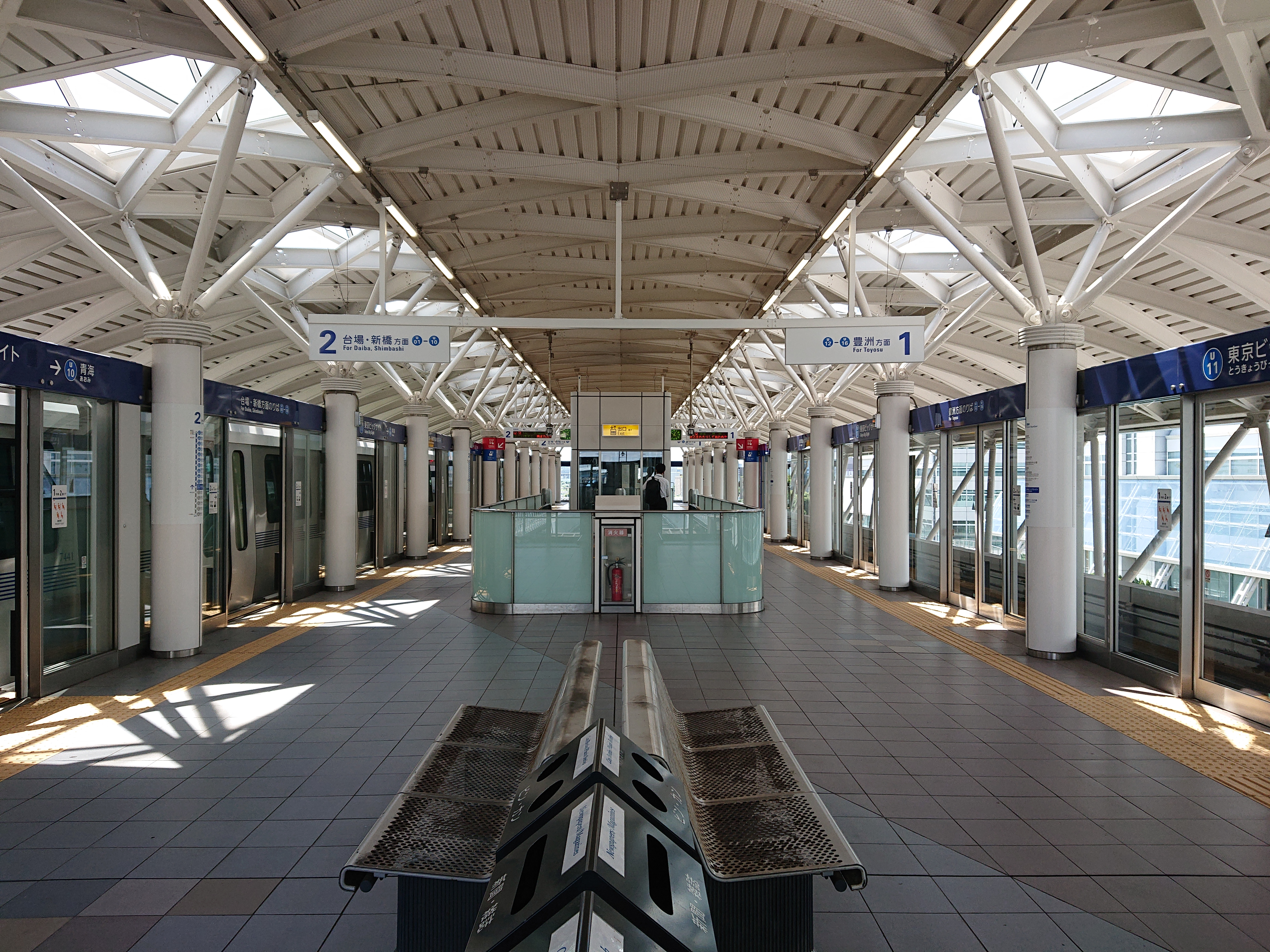
ホーム

## 利用状況
2023年度の1日平均乗車人員は9,569人である。開業以来の1日平均乗車人員推移は下記の通り。
| 年度               | 乗車人員 | 出典     |
| ------------------ | -------- | -------- |
| 1995年（平成07年） | 1,086    | [ * 1 ]  |
| 1996年（平成08年） | 8,318    | [ * 2 ]  |
| 1997年（平成09年） | 7,762    | [ * 3 ]  |
| 1998年（平成10年） | 4,586    | [ * 4 ]  |
| 1999年（平成11年） | 9,637    | [ * 5 ]  |
| 2000年（平成12年） | 10,074   | [ * 6 ]  |
| 2001年（平成13年） | 9,195    | [ * 7 ]  |
| 2002年（平成14年） | 8,510    | [ * 8 ]  |
| 2003年（平成15年） | 6,989    | [ * 9 ]  |
| 2004年（平成16年） | 7,149    | [ * 10 ] |
| 2005年（平成17年） | 7,559    | [ * 11 ] |
| 2006年（平成18年） | 8,487    | [ * 12 ] |
| 2007年（平成19年） | 9,109    | [ * 13 ] |
| 2008年（平成20年） | 8,786    | [ * 14 ] |
| 2009年（平成21年） | 8,638    | [ * 15 ] |
| 2010年（平成22年） |          |          |
| 2011年（平成23年） |          |          |
| 2012年（平成24年） |          |          |
| 2013年（平成25年） |          |          |
| 2014年（平成26年） |          |          |
| 2015年（平成27年） |          |          |
| 2016年（平成28年） |          |          |
| 2017年（平成29年） |          |          |
| 2018年（平成30年） | 10,205   |          |
| 2019年（令和元年） | 8,298    |          |
| 2020年（令和02年） |          |          |
| 2021年（令和03年） | 3,802    |          |
| 2022年（令和04年） | 6,897    |          |
| 2023年（令和05年） | 9,569    |          |

## 駅周辺
駅名の通り東京ビッグサイトの最寄り駅で、改札口から2階エントランスプラザまで通路で直結しており、東京ビッグサイトでのイベント開催時はしばしば混雑する。駅北側はオフィスビルやホテルが立ち並び、りんかい線国際展示場駅も至近である（ただし、乗り換えは隣の有明駅の方が近い）。
- 東京国際展示場（東京ビッグサイト）
- 東京ファッションタウン（TFT）
- 有明フロンティアビル
  - 東京テレポートセンター
- 有明セントラルタワー
- 東京ベイ有明ワシントンホテル
- 相鉄グランドフレッサ東京ベイ有明
- パナソニックセンター東京
- TOC有明
- 東京ベイコート倶楽部ホテル&スパリゾート
  - ホテルトラスティ東京ベイサイド
- 武蔵野大学有明キャンパス
- 東京都水道局有明給水所、東京都水の科学館
- シンボルプロムナード公園
- 水の広場公園
- 有明西ふ頭公園
- （株）ゆりかもめ本社
  - ゆりかもめ車両基地

## バス・航路

### バス
最寄り停留所は、東京都道484号豊洲有明線の終点の東京ビッグサイト交差点付近にある東京ビッグサイト駅前である。以下の路線が乗り入れ、東京都交通局により運行されている。
- 都05-2：東京駅丸の内南口行
- 東16：東京駅八重洲口行
- 急行05（江東区城東シャトル）：日本科学未来館行 / 錦糸町駅前行 ※土休日のみ運行
- 直行03：日本科学未来館行 ※土休日のみ運行
- 急行06（江東区深川シャトル）：日本科学未来館行 / 森下駅前行 ※土休日のみ運行

なお、近傍の東京国際展示場内にある東京ビッグサイト停留所も利用可能である（都05-2・東16の東京ビッグサイト行は、東京ビッグサイト駅前に停車しない）。詳細は同施設公式サイトの「交通アクセス」ページを参照。

### 水上バス
東京ビッグサイト乗船場（有明客船ターミナル）があり、東京都観光汽船、東京水辺ラインの水上バスが発着する。

### フェリー
東京港フェリーターミナルまで徒歩25分。
- オーシャントランス（オーシャン東九フェリー） : 東京－徳島－新門司

東京駅（八重洲南口）、国際展示場駅、東京ビッグサイト（バスターミナル）からジェイアールバス関東の路線バスが運行されている。

## 隣の駅
ゆりかもめ
 東京臨海新交通臨海線（ゆりかもめ）
青海駅 (U 10) - 東京ビッグサイト駅 (U 11) - 有明駅 (U 12)